# Herpotrichia
Herpotrichia — рід грибів родини Melanommataceae. Назва вперше опублікована 1868 року.
Herpotrichia nigra збудник бурої снігової цвілі хвої. Гриб вражає хвою і гілочки сосни, ялини, ялиці, ялівцю. Гриб розповсюджений у високогірних районах Карпат, а також зустрічається у північних  областях України.

## Галерея

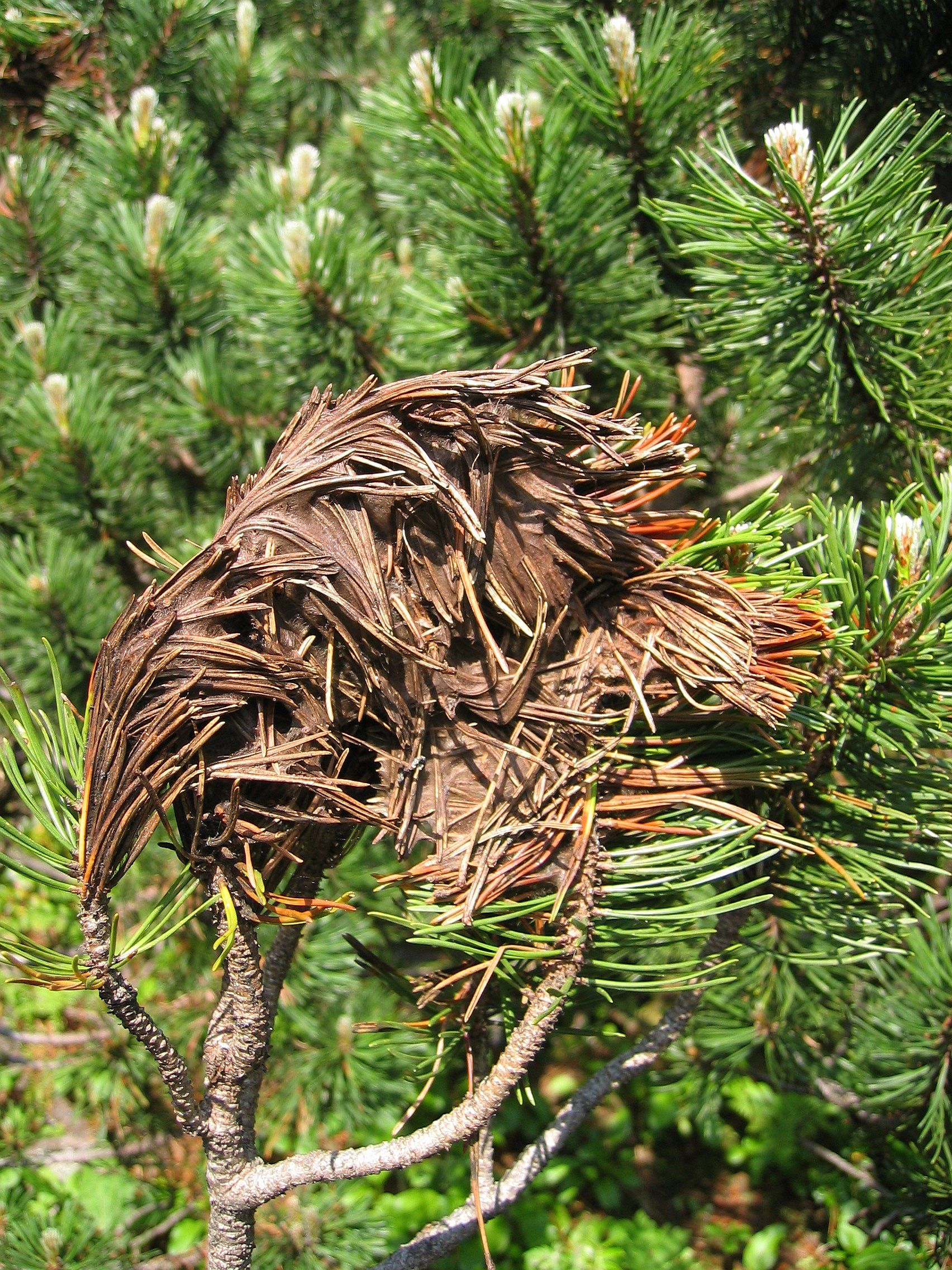
Herpotrichia juniperi